# All That You Can't Leave Behind
All That You Can't Leave Behind je desáté studiové album irské rockové skupiny U2. Jeho nahrávání probíhalo v rozmezí let 1998–2000 v různých studiích v Dublinu a ve Francii. Jeho producenty byli Daniel Lanois a Brian Eno a album vyšlo v říjnu 2000 u vydavatelství Island Records (UK) a Interscope Records (US). V žebříčku 500 nejlepších alb všech dob časopisu Rolling Stone se album umístilo na 280. místě.

## Seznam skladeb
| Pořadí         | Název                                  | Délka |
| -------------- | -------------------------------------- | ----- |
| 1.             | Beautiful Day                          | 4:06  |
| 2.             | Stuck in a Moment You Can't Get Out Of | 4:32  |
| 3.             | Elevation                              | 3:45  |
| 4.             | Walk On                                | 4:55  |
| 5.             | Kite                                   | 4:23  |
| 6.             | In a Little While                      | 3:37  |
| 7.             | Wild Honey                             | 3:47  |
| 8.             | Peace on Earth                         | 4:46  |
| 9.             | When I Look at the World               | 4:15  |
| 10.            | New York                               | 5:28  |
| 11.            | Grace                                  | 5:31  |
| Celková délka: | Celková délka:                         | 49:25 |

## Obsazení
U2
- Bono – zpěv, kytara, syntezátory
- The Edge – kytara, klavír, zpěv, syntezátory
- Adam Clayton – baskytara
- Larry Mullen mladší – bicí, perkuse

Ostatní hudebníci
- Brian Eno – syntezátory, programming, doprovodný zpěv
- Daniel Lanois – doprovodný zpěv, kytara
- Paul Barrett – žestě